# Sandra Citté
Sandra Citté  (née le 28 mars 1976 à Saint-Claude en Guadeloupe) est une athlète française, spécialiste des épreuves de sprint. 

## Biographie

### Palmarès
| Date | Compétition     | Lieu    | Résultat | Épreuve          | Performance |
| ---- | --------------- | ------- | -------- | ---------------- | ----------- |
| 1996 | Jeux olympiques | Atlanta | 6e       | Relais 4 x 100 m | 42 s 76     |
| 2000 | Jeux olympiques | Sydney  | 4e       | Relais 4 x 100 m |             |

### Records
| Épreuve | Performance | Lieu | Date        |
| ------- | ----------- | ---- | ----------- |
| 100 m   | 11 s 17     | Nice | 4 août 2000 |